# Zeytinburnu

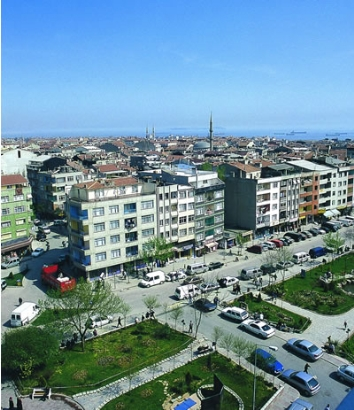
Uma vista de Zeytinburnu

Zeytinburnu é um distrito de Istambul, na Turquia, situado na parte europeia da cidade, na costa do Mar de Mármara e na parte exterior das antigas muralhas da cidade, ao outro lado da fortaleza de Yedikule. A população em 2008 era de 288 058 habitantes. Durante o período bizantino, o nome da área era Ciclóbio (em grego: Κυκλόβιον; romaniz.: Kyklobion)

## Cidades irmanadas
- Nərimanov, Azerbaijão
- Kuala, Azerbaijão
- Beit Hanoun, Territórios Palestinos
- Semey, Cazaquistão
- Cambıl, Cazaquistão
- Shkodër, Albânia